# Hidden Dangers

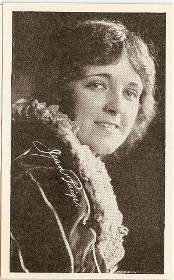
Jean Paige, estrela do seriado.

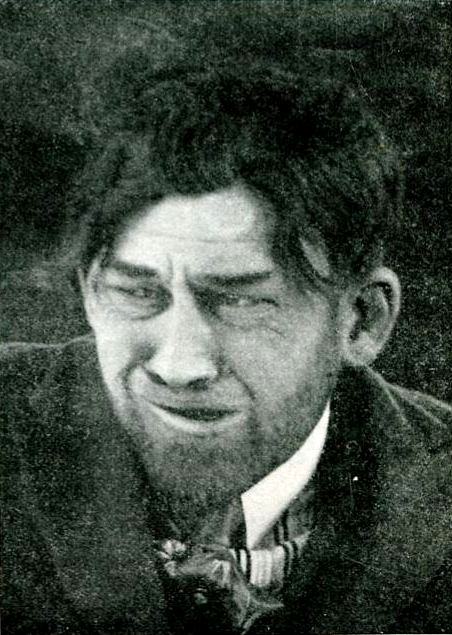
Cena de Hidden Dangers (1920), apresentando Joe Ryan como Dr. Brutell, lider do Black Circle

Hidden Dangers, também conhecido como Moods of Evil, ou The Vanishing Mask, é um seriado estadunidense de 1920, gênero aventura, dirigido por William Bertram, em 15 capítulos, estrelado por Joe Ryan e Jean Paige. Produzido e distribuído pela Vitagraph Studios, veiculou nos cinemas estadunidenses a partir de setembro de 1920.

## Elenco
- Joe Ryan	 ...	Dr. Richard Brutell
- Jean Paige	 ...	Madeline Stanton
- George Stanley	 ...	Robert Stanton
- Sam Polo	 ...	Pinchers
- Robert Ensminger	 ...	Xerife Macklin (creditado Bert Ensminger)
- Charles Dudley
- William McCall
- Camille Sheeley

## Sinopse
Uma mulher, Madeline Stanton, interpretada por Jean Paige, foge de uma rede de perigos, apresentados pelo personagem interpretado por Joe Ryan, Dr. Richard Brutell, um típico personagem Jekyll/ Hyde, cujos poderes mágicos e conhecimento científico ocasionam cliffhangers variados, com cenas em despenhadeiros, pontes, ídolos indus, espíritos, leões, ursos e polvos. Baseado no livro homônimo de Eric Stedman,

## Capítulos
1. The Evil Spell
2. The Murder Mood
3. Plucked from Peril
4. The Fatal Choice
5. Hands of Horror
6. Springing the Trap
7. Hindoo Hate
8. Hemmed In
9. An Inch from Doom
10. A Fanatic's Revenge
11. The Tank's Secret
12. Human Bait
13. A Woman's Grit
14. The Fatal Escape
15. The Lifting Fog